# Homerville
Homerville es un pueblo ubicado en el condado de Clinch en el estado estadounidense de Georgia. En el censo de 2000, su población era de 2.803.

## Demografía
En el 2000 la renta per cápita promedio era de $17,500, y el ingreso promedio para una familia era de $26,058. El ingreso per cápita para la localidad era de $12,176. Los hombres tenían un ingreso per cápita de $23,788 contra $18,833 para las mujeres.

## Geografía
Homerville se encuentra ubicado en las coordenadas 31°2′13″N 82°45′5″O / 31.03694, -82.75139 (31.036832, -82.751302).
Según la Oficina del Censo, la localidad tiene un área total de 5,7 km² (2,2 mi²), de la cual 5,7 km² (2,2 mi²) es tierra y 0 km² (0 mi²) (0.00%) es agua.